# Jorge Gervis Godinho de Mira
Jorge Gervis Godinho de Mira (Goa, Goa Norte, Bicholim, 30 de Abril de 1877 - Lisboa, Nossa Senhora de Fátima) foi um militar e político português.

## Família
Filho primogénito de Joaquim Vicente Godinho de Mira (Goa, Goa Norte, Bicholim, 1827 - ?), que assentou praça a 16 de Fevereiro de 1843, anspeçada a 21 de Fevereiro de 1843, Cabo de Esquadra a 28 de Março de 1843, Furriel a 1 de Janeiro de 1848, Segundo-Sargento a 22 de Junho de 1850, Primeiro-Sargento a 14 de Janeiro de 1851, Alferes a 19 de Março de 1858, Tenente a 11 de Setembro de 1865, Capitão a 22 de Junho de 1876, que fez a Campanha de Satari em 1852, Irmão da Santa Casa da Misericórdia de Goa, eleito a 24 de Janeiro de 1867, e de sua segunda mulher (Goa, Goa Norte, Satari, Sanquelim) Elvira Genoveva Lopes Pereira (21 de Julho de 1858 - ?).

## Biografia
Capitão da Guarnição de Angola, Administrador do Concelho de Perném.

## Casamento e descendência
Casou em Goa, Goa Norte, Goa Velha, Sé Catedral de Santa Catarina, a 24 de Setembro de 1907 com Beatriz Augusta de Azevedo Trigo (Lisboa), com descendência.